# Pologne au Concours Eurovision de la chanson 2022
La Pologne est l'un des quarante pays participant au Concours Eurovision de la chanson 2022, qui se déroule à Turin en Italie. Le pays est représenté par le chanteur Krystian Ochman — sous le mononyme Ochman — et sa chanson River, sélectionnés via l'émission Tu bije serce Europy! Wybieramy hit na Eurowizję. Le pays se classe 12e avec 151 points lors de la finale.

## Sélection
La diffuseur polanais TVP confirme sa participation le 29 août 2021. Du 20 septembre au 20 novembre 2021, le diffuseur ouvre la période des candidatures pour sa sélection, initialement prévue comme une sélection interne. Le 14 janvier 2022, TVP publie une liste de dix d'artistes sélectionnés pour participer à une sélection télévisée non-prévue initialement et organisée le 19 février 2022.
Les résultats de la sélection sont déterminés par un vote mêlant le vote d'un jury professionnel et le télévote polonais, chacun comptant pour moitié. Après un premier tour de vote, les trois artistes les mieux classés se qualifient pour une superfinale. Le vainqueur est désigné parmi ces trois artistes après un second tour de vote.
- Qualifié pour la superfinale
- Vainqueur

| Ordre | Artiste                                 | Chanson               | Vote | Place |
| ----- | --------------------------------------- | --------------------- | ---- | ----- |
| 1     | Kuba Szmajkowski                        | Lovesick              | 4%   | 4     |
| 2     | Ania Byrcyn                             | Dokąd?                | 3%   | 6     |
| 3     | Szlachta Sisters                        | Drogowskazy           | 3%   | 7     |
| 4     | Lidia Kopania                           | Why Does It Hurt?     | 1%   | 10    |
| 5     | Karolina Stanisławczyk feat. Chika Toro | Move                  | 2%   | 8     |
| 6     | Karolina Lizer                          | Czysta woda           | 3%   | 5     |
| 7     | Unmute                                  | Głośniej niż decybele | NC   | NC    |
| 8     | Mila                                    | All I Need            | 1%   | 9     |
| 9     | Krystian Ochman                         | River                 | NC   | NC    |
| 10    | Daria                                   | Paranoia              | NC   | NC    |

| Ordre | Artiste         | Chanson               | Vote | Place |
| ----- | --------------- | --------------------- | ---- | ----- |
| 1     | Krystian Ochman | River                 | 51%  | 1     |
| 2     | Unmute          | Głośniej niż decybele | 10%  | 3     |
| 3     | Daria           | Paranoia              | 39%  | 2     |

La soirée se conclut sur la victoire de Krystian Ochman avec sa chanson River, qui représenteront donc la Pologne à l'Eurovision 2022.

## À l'Eurovision
La Pologne participe à la deuxième demi-finale, le 12 mai 2022. Elle s'y classe 6e avec 198 points, se qualifiant donc pour la finale. Lors de celle-ci, elle termine à la 12e place avec 151 points.